# Gordon Lee
Gordon Francis Lee (Cannock, 1934. július 13. – 2022. március 8.) angol labdarúgó, hátvéd, edző.

## Pályafutása

### Játékosként
1953 és 1955 között a Hednesford Town, 1955 és 1966 között az Aston Villa, 1966–67-ben a Shrewsbury Town labdarúgója volt. Az Aston Villa csapatával 1961-ben angolligakupa-győztes, 1963-ban döntős volt

### Edzőként
1968 és 1974 között a Port Vale, 1974–75-ben a Blackburn Rovers, 1975 és 1977 között a Newcastle United, 1977 és 1981 között az Everton, 1981 és 1983 között a Preston North End vezetőedzője volt. 1985 és 1987 között az izlandi KR Reykjavík szakmai munkáját irányította. 1991-ben ideiglenesen a Leicester City vezetőedzője volt. A Newcastle United és az Everton csapatával egy-egy alkalommal angolligakupa-döntős volt.

## Sikerei, díjai

### Játékosként
Aston Villa
- Angol ligakupa (EFL Cup)
  - győztes: 1961
  - döntős: 1963

### Edzőként
Port Vale
- Angol bajnokság – negyedosztály (Fourth Division)
  - 4. (feljutó): 1969–70

 Blackburn Rovers
- Angol bajnokság – harmadosztály (Third Division)
  - bajnok: 1974–75

 Newcastle United
- Angol ligakupa (EFL Cup)
  - döntős: 1976

 Everton
- Angol ligakupa (EFL Cup)
  - döntős: 1977